# Tai Orathai
Orathai Dabkham (tiếng Thái: อรทัย ดาบคำ; sinh ngày 27 tháng 3 năm 1980) được biết đến với nghệ danh Tai Orathai (tiếng Thái: ต่าย อรทัย), là một nữ ca sĩ người Thái Lan

## Đầu đời
Tên thật của Tai là Orathai Dabkham. Cô sinh ngày 27 tháng 3 năm 1980, tại làng Khum San Chani, Tambon Pohn Swan, Amphoe Na Chaluai, ở tỉnh Ubon Ratchatani. Cô là con gái của ông Sang Dabhkam và bà Nittaya Kaewthong. Cha mẹ cô ly thân khi cô 11 tuổi, và từ đó cô sống với bà ngoại, Khun Yai Thongkham Kaewthong. Cô là người đầu tiên trong bốn anh chị em. Ngay từ nhỏ cô đã phải giúp bà ngoại nuôi ba đứa em trai, điều đó cũng có nghĩa là cô phải giúp bà ngoại tìm một số thu nhập.

## Danh sách đĩa nhạc

### Album
- ดอกหญ้าในป่าปูน (Duak Yah Nai Pah Poon)
- ขอใจกันหนาว (Kho Jai Gun Now)
- คนใกล้เมื่อไกลบ้าน (Kon Glai Mur Glai Bahn)
- ส่งใจมาใกล้ชิด (Song Jai Mah Glai Chit)
- มาจากดิน (Mah Jark Din)
- คนในความคิดฮอด (Kon Nai Kwarm Kid Hot)
- ฝันยังไกล ใจยังหนาว (Fun Young Glai Jai Young Now)
- ไม่ร้องไห้ ไม่ใช่ไม่เจ็บ (Mai Raung Hai Mai Chai Mai Jeb)
- ปลายก้อยของความฮัก (Plai Gauy Kaung Kwarm Hug)
- เจ้าชายของชีวิต (Chaochai Khong Chiwit)